# What on Earth!
What on Earth! ist ein kanadischer Zeichentrick-Kurzfilm von Les Drew und Kaj Pindal aus dem Jahr 1966.

## Handlung
Die Wissenschaftler auf dem Mars haben endlich herausgefunden, dass es auf der Erde Leben gibt. In einem dokumentarischen Beitrag stellen sie den Erdenbewohner vor: das Auto.
Es mag es, sich in Rudeln fortzubewegen (stockender Verkehr) und bleibt hin und wieder stehen, um sich mit anderen Bewohnern auszutauschen (Stau). Wenn es unzufrieden ist, äußert es dieses (Hupen), sodass Arbeiter bestimmte Probleme beheben (Baustellenfahrzeuge u. ä.). Es gibt Einrichtungen, die dem Auto Dinge vorschreiben (Ampeln) und merkwürdig aufgestellte Bibliotheken, mit deren Hilfe das Auto kontinuierlich lernt (Verkehrszeichen). Abends geht es schlafen (Garage) und besucht hin und wieder ein Spa (Waschanlage) oder einen Arzt (Werkstatt). Auch kulturelle Aktivitäten nimmt das Auto wahr (Autokino). Der Weg der Fortpflanzung ist hingegen noch nicht vollständig erforscht, beginnt jedoch, wenn das Auto alt ist. Es wird in einen Würfel gepresst. Wie es weitergeht, haben die Wissenschaftler rekonstruiert: Der Würfel wird in eine rosafarbene, weiche Masse geschmolzen und anschließend von verschiedenen Maschinen bearbeitet, sodass ein Miniauto entsteht, das unter anderem mithilfe von Miniraketen zu einem großen Auto geformt wird und nach dem Zähneputzen (Kühlergrill) und Scheibenputzen fertig ist.
Was die Wissenschaftler noch nicht verstanden haben ist, dass die Erdpopulation noch nicht mit den Parasiten (Menschen) fertiggeworden ist, die mit ihren Bauten (Städten) die Fortbewegung des Autos einschränken. Doch diese, so sind die Wissenschaftler beruhigt, scheint das Auto im Griff zu haben.

## Produktion
What on Earth!, französischer Verleihtitel La terre est habitée!, kam 1966 in Kanada in die Kinos und wurde 1967 in den USA uraufgeführt. Erzähler des Films ist Donald Brittain. Das National Film Board of Canada erscheint in den Credits als „National Film Board of Mars“.

## Auszeichnungen
What on Earth! wurde 1968 für einen Oscar in der Kategorie „Bester animierter Kurzfilm“ nominiert, konnte sich jedoch nicht gegen The Box durchsetzen.